# Wittingen
Wittingen é uma cidade da Alemanha localizada no distrito de Gifhorn, estado de Baixa Saxônia.